# Wolfang Schwarz
Wolfgang Schwarz (Innsbruck, 12 febbraio 1952 – 9 giugno 2018) è stato un allenatore di calcio e calciatore austriaco di ruolo attaccante.